# Nguyễn Bá Cẩn
Nguyễn Bá Cẩn (Cần Thơ, 9 settembre 1930 – San Jose, 20 maggio 2009) è stato un politico vietnamita.
Fu primo ministro del Vietnam del Sud sotto la presidenza di Dương Văn Minh nel 1975.